# Toxonprucha
Toxonprucha là một chi bướm đêm thuộc họ Erebidae.

## Các loài
- Toxonprucha clientis Grote, 1882
- Toxonprucha crudelis Grote, 1882
- Toxonprucha diffundes Walker, 1858
- Toxonprucha pardalis J.B. Smith, 1908
- Toxonprucha psegmapteryx Dyar, 1913
- Toxonprucha repentis Grote, 1881
- Toxonprucha strigalis J.B. Smith, 1903
- Toxonprucha volucris Grote, 1883